# Tiên cảnh - Serenia Fantasy
Tiên Cảnh - Serenia Fantasy (Tiếng Hoa: 仙境幻想) là một Webgame được công ty Koramgame, Hồng Kông phát triển thuộc thể loại MMORPG. Game được thiết kế theo phong cách Pixel-Art của dòng game nhập vai thập niên 90. Game miễn phí và chạy trên trình duyệt web (Ví dụ: Google Chrome, Firefox, Internet Explorer) đã cài sẵn plugin Adobe Flash Player. Trong Tiên Cảnh, các game thủ sẽ hóa thân thành Kiếm Sĩ, Cung Thủ hay Pháp Sư để cùng nhau phiêu lưu trong thế giới Tiên Cảnh.

## Lịch sử
Tiên Cảnh được công ty Koramgame phát hành đầu tiên tại Hồng Kông vào năm 2011 với tên 仙境幻想 và đã thu hút được nhiều người chơi. Sau thành công ở bản quốc, Koramgame tiếp tục phát hành Game sang thị trường châu Âu vào đầu năm 2012 với tên Serenia Fantasy và được tạp chí game Playpark xếp vào top 5 MMORPG đáng chơi.